# Çağla
Çağla  è un nome proprio di persona turco femminile.

## Origine e diffusione
Il nome riprende l'omonimo termine turco (derivato dal persiano čağâle) che significa "mandorla" o anche "frutta verde".
Non si tratta di un nome particolarmente diffuso. Il nome conobbe il suo periodo di maggiore diffusione agli inizi del XXI secolo.

## Onomastico
Il nome è adespota, non essendo portato da alcun santo. L'onomastico si può festeggiare il 1º novembre, giorno in cui cade la festa di Ognissanti.

## Persone
- Çağla Akın, pallavolista turca
- Çağla Büyükakçay, tennista turca

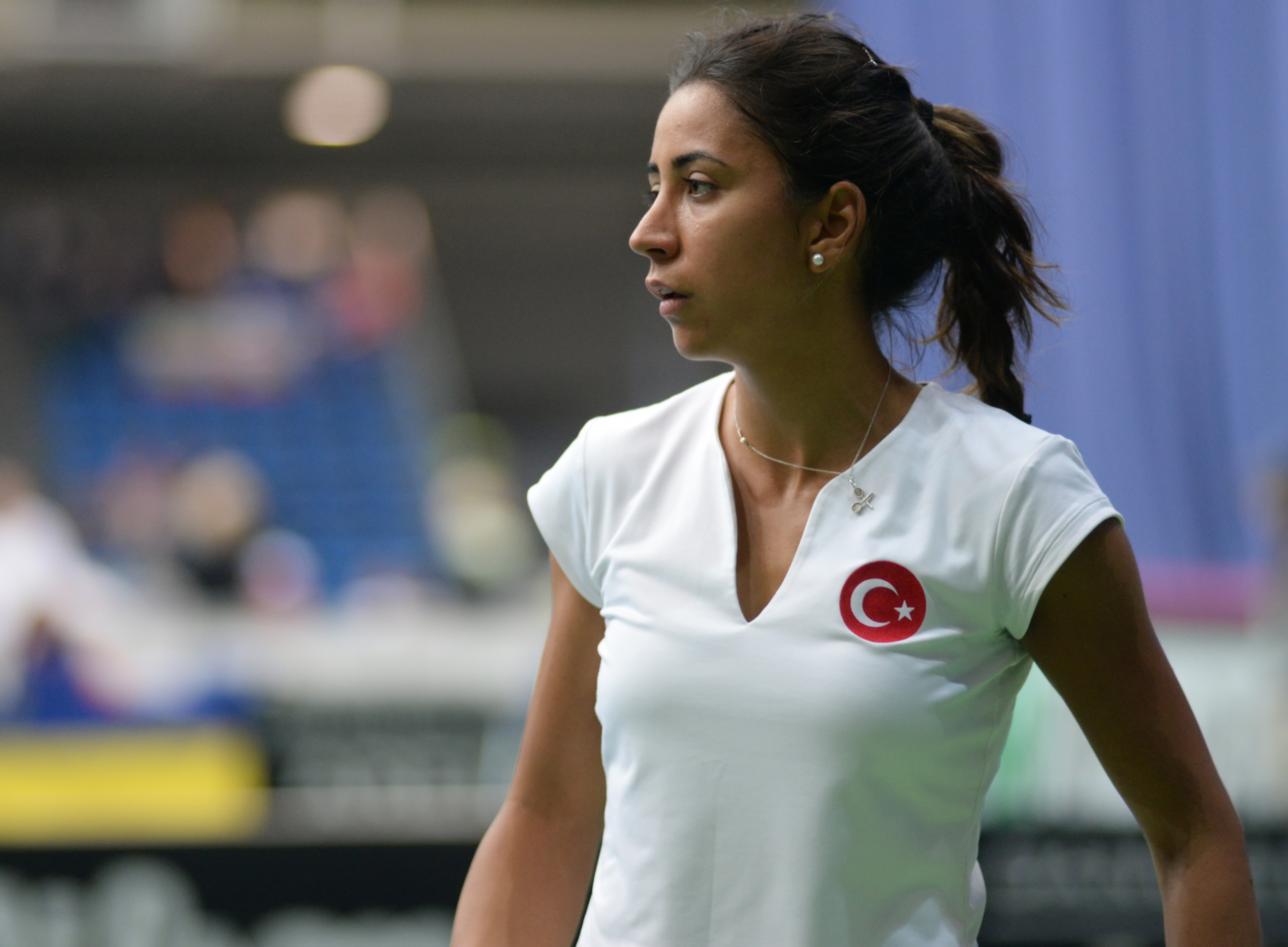
Çağla Büyükakçay

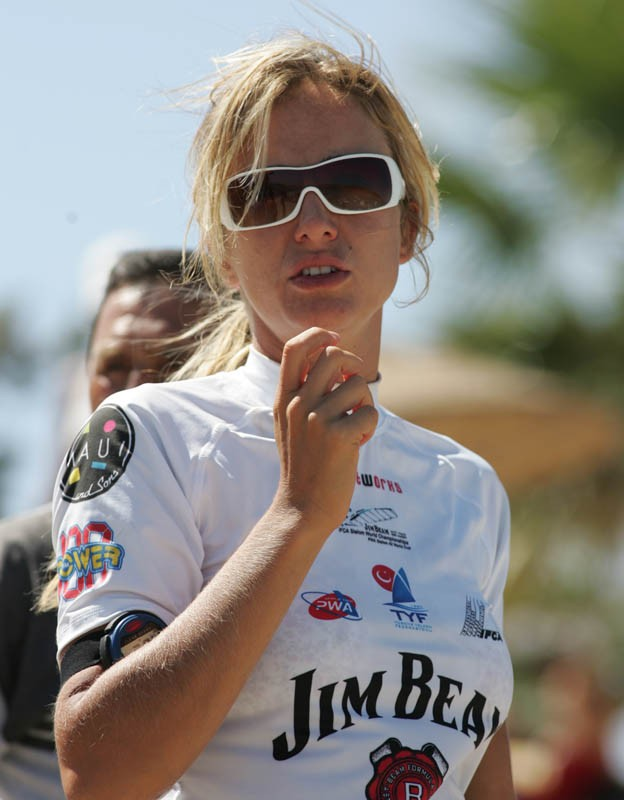
Çağla Kubat

- Çağla Kubat, attrice, modella e surfista turca
- Çağla Tokat, tuffatrice turca

## Il nome nelle arti
- Çağla è un personaggio del serial televisivo turco del 2015 Çilek Kokusu, interpretato dall'attrice Gözde Kaya[7]
- Çağla Yılmaz è un personaggio del serial televisivo turco del 2021-2022 Aşk Mantık İntikam, interpretato dall'attrice Melisa Döngel[8]